# Rakoniewice
Pour les articles homonymes, voir Rakoniewice (homonymie).
Rakoniewice (prononciation : [rakɔɲɛˈvʲit͡sɛ], en allemand : Rakwitz) est une ville de la Voïvodie de Grande-Pologne et du powiat de Grodzisk Wielkopolski.
Elle est située à environ 13 kilomètres au sud-ouest de Grodzisk Wielkopolski, siège du powiat, et à 53 kilomètres au sud-ouest de Poznań, capitale de la voïvodie de Grande-Pologne.
Elle est le siège administratif de la gmina de Rakoniewice.
Elle s'étend sur 3,4 km2 et comptait 3 522 habitants en 2014.

## Géographie

Plan de la ville.

La ville de Rakoniewice est située à l'ouest de la voïvodie de Grande-Pologne, à la limite entre la région géographique de Lubusz (à l'ouest) et les plaines agricoles de Grande-Pologne (à l'est). Aucun cours d'eau ne passe par la ville.

## Histoire
La localité a été nommée pour la première fois en 1252 par le komes (aujourd'hui l'équivalent de voïvode) de Grande-Pologne. Rakoniewice obtient ses droits de ville en 1662 grâce au voïvode de Poznań Krzysztof Grzymułtowski. Au XVIIe siècle, la ville est devenue un centre d'artisanat.
Dans les années 1869 - 1872, Robert Koch, un microbiologiste allemand et plus tard, lauréat du prix Nobel, a mené sa première pratique médicale dans la ville, alors faisant partie de l'Allemagne et connue sous le nom de Rakwitz.
En 1919, après la fin de la Première Guerre mondiale, la ville est redevenue polonaise.

De 1975 à 1998, la ville faisait partie du territoire de la voïvodie de Poznań. Depuis 1999, la ville fait partie du territoire de la voïvodie de Grande-Pologne, ainsi que du powiat de Grodzisk Wielkopolski, malgré sa proximité avec Wolsztyn.

## Monuments
- le centre historique de la ville, contenant des maisons des XVIIIe et XIXe siècles autour de la place du marché ;
- l'église saint Martin et saint Stanislas, construite en 1797 ;
- le palais de style éclectique avec son parc, construit au XIXe siècle.

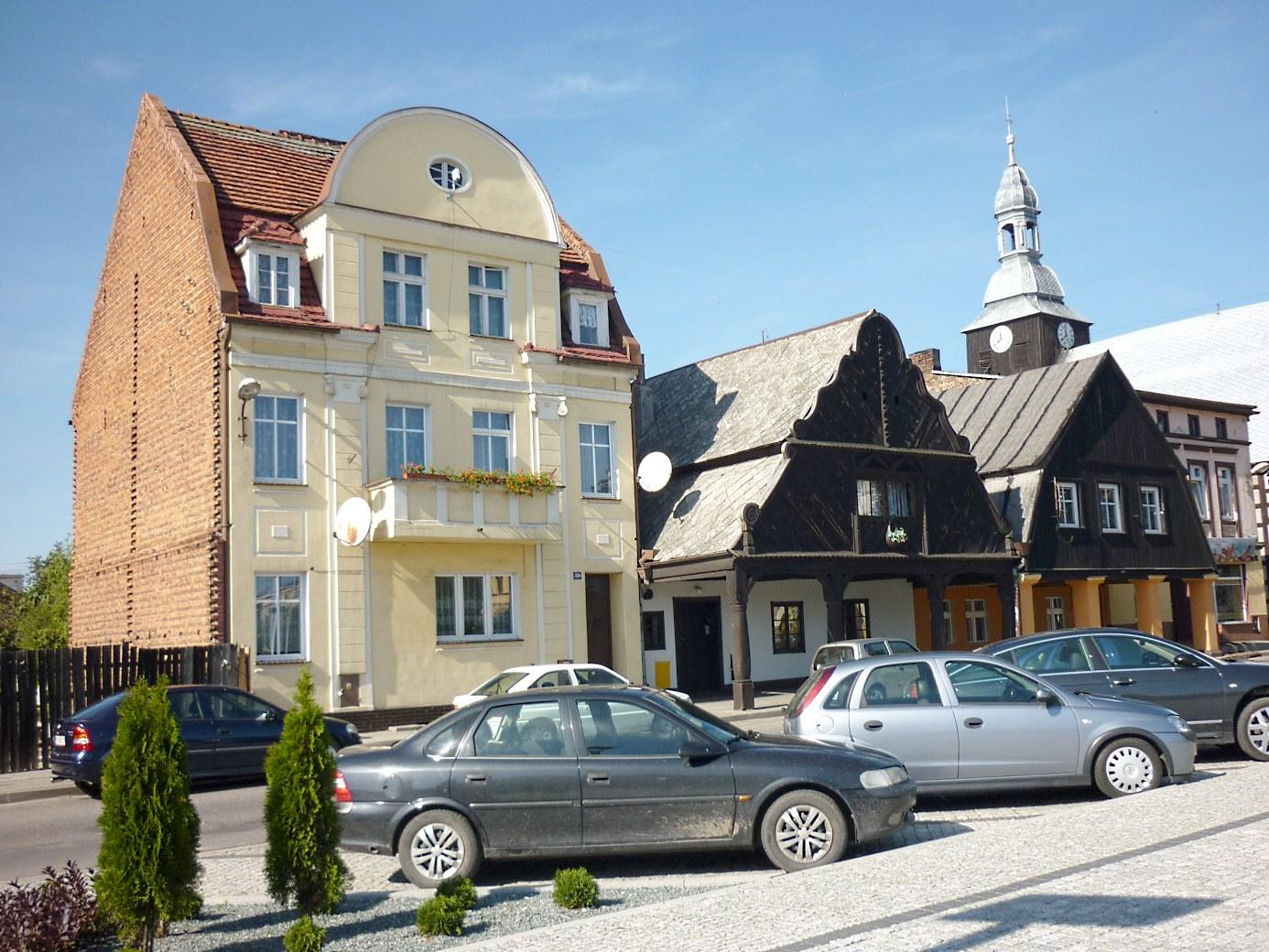
Des maisons anciennes sur la place du marché.
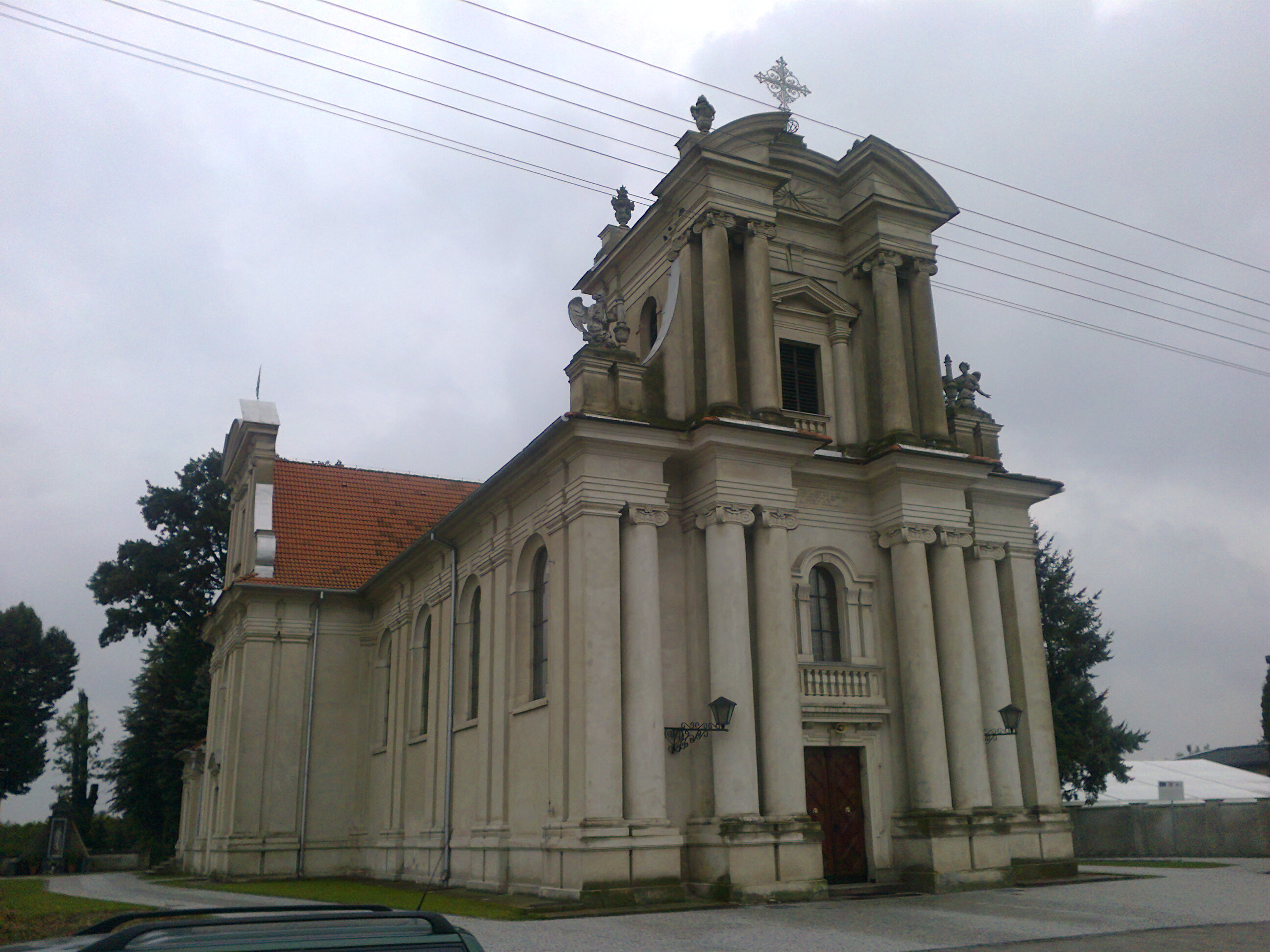
L'église paroissiale.
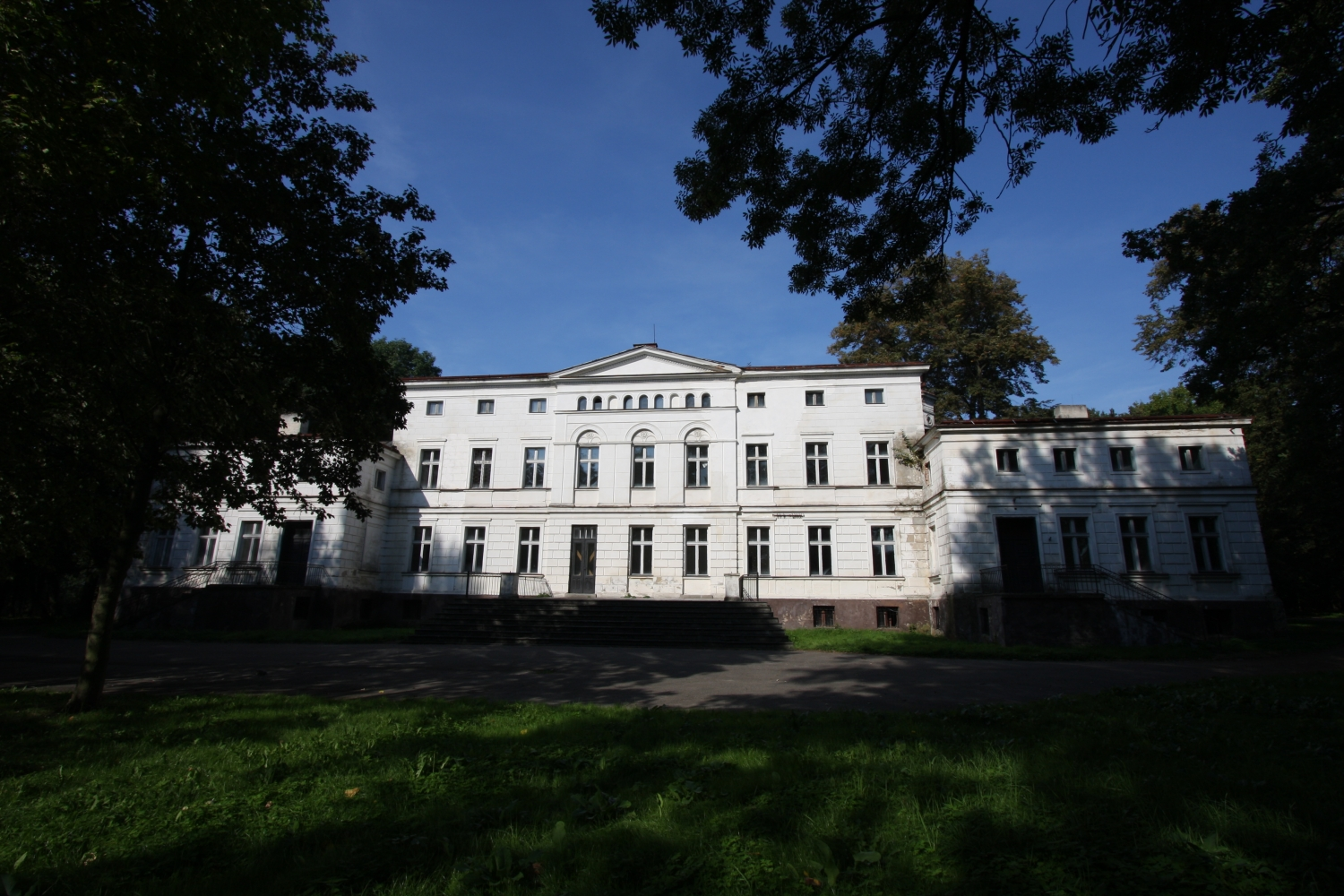
Le palais éclectique.

## Musée
La ville compte un musée sur le métier de pompier: Wielkopolskie Muzeum Pożarnictwa w Rakoniewicach (pl). De nombreux véhicules, casques, autopompes et médailles y sont exposés.

## Voies de communication
La route nationale 32 (qui relie Stęszew à Gubin (frontière allemande)) ainsi que la route voïvodale 312 (qui relie Rakoniewice à Czacz) passent par la ville.